# Chiesa di Sant'Agata (Alto Malcantone)
La chiesa di Sant'Agata è un edificio religioso barocco che si trova a Mugena, frazione di Alto Malcantone in Canton Ticino; è la più antica del paese.

## Storia
L'edificio sorse in stile romanico prima del 1214, quando fu citato per la prima volta; fu citata una seconda volta nel 1361, in un documento che la identificava come chiesa cappellanica. Il suo aspetto attuale si deve al periodo fra il 1681 e il 1702. Fino ad allora, però, la chiesa fu menzionata altre volte: nel 1361 come cappella e nel 1599 come edificio romanico. Nel 1636 due architetti locali, Andrea De Giorgi e Vincenzo Rizzolo, aggiunsero una cappella, oggi dedicata alla Madonna.